# Celina Guimarães Viana
Celina Guimarães Viana (Natal, 15 de noviembre de 1890-Belo Horizonte, 11 de julio de 1972) fue una profesora brasileña, primera electora del Brasil, al votar el 5 de abril de 1928 en la ciudad de Mossoró, en el interior del Estado de Río Grande del Norte.

## Biografía

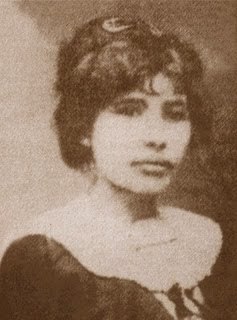
Celina Guimarães, c. 1910, Natal, Rio Grande do Norte.

Era hija de José Eustáquio de Amorim Guimarães y de Eliza de Amorim Guimarães. Estudió en la Escuela Normal de Natal, donde concluyó el curso de formación de profesores. Y en esa misma institución conoció al joven colega Elyseu de Oliveira Viana, estudiante venido de Pirpirituba/PB, con quien se casó en diciembre de 1911, y sería su compañero de toda la vida. En 1912 se trasladaron a Acari/RN y el 13 de enero de 1914 se mudaron a Mossoró/RN.
Con el advenimiento de la Ley N.º 660, del 25 de octubre de 1927, Rio Grande del Norte fue el primer Estado que, al regular el "Servicio Electoral del Estado", estableció que no habría más "distinción de sexo" para el ejercicio del sufragio. Según los estudios del escritor João Batista Cascudo Rodrigues, el histórico despacho de la ley, fue formulado en estos términos: 

Dado que la demandante cumple con los requisitos de la ley para ser elector, mando que se la incluya en las listas de votantes. Mossoró, 25 de noviembre de 1927.
Israel Ferreira Nunes

.
Aprobada la Ley, varias mujeres requirieron sus inscripciones el 25 de noviembre de 1927. Pero a las electoras que comparecieron en las elecciones del 5 de abril de 1928, sus votos se los anularon, por la Comisión de Poderes del Senado. Solamente, con la aplicación del Código Electoral de 1932, donde se fijaba que "el ciudadano mayor de 21 años, sin distinción de sexo…" podría votar efectivamente. En cuanto esa cuestión se aplicó, se convirtió, en la primera mujer en votar en el país, Celina confesó:

¡Yo no hice nada! Todo resultó obra de mi marido, que se emocionó con la campaña de participación de la mujer en la política brasileña y, para ser coherente, comenzó con la propia, llevando mi nombre de Roldão. Jamás pude pensar que, con la signatura de aquella inscripción electoral, mi nombre entraría en la historia. Y hay libros y periódicos alabando mi actitud. El libro de João Batista Cascudo Rodrigues - A Mulher Brasileira - Direitos Políticos e Civis - me colocó en las alturas. Incluso el Registro de Mossley, donde se me enlistó, pusieron una placa recordando el evento. Doy las gracias a todo, pero lo hizo mi marido.